# 聖心侍女修道会
聖心侍女修道会（せいしん じじょ しゅうどうかい）は、1877年にスペインのマドリードで創立されたキリスト教カトリックの女子修道会。ラテン語の会名 Ancillae Sacratissimi Cordis Iesu の略号を使って A.C.I. Sisters と呼ばれる。総本部はローマにある。21世紀初頭時点で世界21か国に143の修道院と55の教育施設を置き、国際的かつ地域に根ざした教育・社会活動に貢献することを目的として活動している。2007年時点での会員数は1560名である。
創立者ラファエラ・マリア・ポラス（Rafaela Porras y Ayllón）とその姉ドロレスの精神を受け継ぎ、イエス・キリストの教えと生き方に基づく教育・社会活動に献身することを会の目的とする。会員は人間性の回復を求め、人と人を結ぶ懸け橋として働くことを目的とする。

## 歴史
創立者ラファエラ・マリアは、1850年3月1日に南スペインのコルドバ近郊のペドロ・アバドで生まれ、幼少時に父を亡くしている。19歳で母も亡くしたラファエラは、その後1875年に姉と共にコルドバにある償いのマリア修道女会に入会した。この償いのマリア修道女会は1857年にフランスのストラスブールで創立され、1869年に教皇庁によって認可された女子修道会である。その後1877年に、姉ドロレスと共にマドリードでイエスの聖心の償い会を創立した。会の創立はトレドの大司教の許可を得ている。この会が後の聖心侍女修道会になった。会の創立から1893年までラファエラが会長を務め、その後姉のドロレスが会長を務めた。創立者ラファエラは1925年に死去し、1952年にカトリック教会によって福者と認められ、1977年に聖人と認められた。

## 活動
世界各地において、2001年12月31日時点で1437名の修道女が活動している。修道院がある国は以下の通り。
- ヨーロッパ:イタリア、スペイン、フランス、イギリス、アイルランド、ポルトガル
- 北アメリカ：アメリカ
- 中南米：アルゼンチン、ウルグアイ、ブラジル、ペルー、コロンビア、パナマ、エクアドル、ボリビア、チリ
- アフリカ：カメルーン、コンゴ
- アジア：フィリピン、インド、東チモール、日本

### ヨーロッパにおける活動
イギリスでは1910年、ポルトガルでは1933年、アイルランドでは1957年に初めての修道院が設立された。

### 日本における活動
ラファエラがローマの修道院でその生涯を終えてから9年が過ぎた1934年10月、エルネスティナ・ラマリョほか3名の聖心侍女修道会の修道女がマルセイユより来日。急速に戦争へと傾斜し始めた困難な時代の中で、豊かな人間教育に取り組む情熱に燃え、1935年4月、東京麻布三河台にある旧志賀直哉邸に、前身となる清泉寮学院を創立。
1944年、太平洋戦争勃発のために休校を余儀なくされ、東京大空襲で校舎は焼失した。
1946年、修道女たちの疎開先であった長野に、長野清泉女学院が開校される。1946年11月、横須賀にあるアメリカ海軍基地の司令長官の要請により、米軍が接収した旧日本海軍工機学校の建物を利用して、アメリカ人子弟のためのインターナショナル・スクールを開校。翌1947年には中学高等学校が開校された。まず中学校が小学校と同時に開かれ、1948年には高等学校が開かれた。その後1950年には新制大学が同じ横須賀に設立された。
1962年、大学は東京都品川区の島津山（旧島津公爵邸）に移転、1963年中学高等学校は、鎌倉市城廻の現在地に移転し、鎌倉市雪の下の鎌倉幕府跡にあった中学校も同時に移転して一つとなり、現在に至っている。また、小学校は鎌倉市雪の下の小学校と合併した。
清泉女学院は2009年現在、日本国内に8校（鎌倉にある小学校、中学校、高等学校、東京にある大学とインターナショナル・スクール、長野に大学、短期大学、高等学校）からなり、ヨーロッパ、アフリカ、アメリカ中南米諸国、並びにインド、フィリピンなどに63校の姉妹校を持ち、同じ建学の精神のもとに教育活動を行っている。